# Nikolaj Umov
Nikolaj Aleksejevitj Umov (ryska: Николай Алексеевич Умов), född den 23 januari 1846 i Simbirsk, död den 15 januari 1915 i Moskva, var en rysk fysiker. 
Umov forskade inom områdena jordens magnetfält och optik. Han upptäckte Poyntings vektor, oberoende av John Henry Poynting. Han var professor vid Moskvauniversitetet.